# 快舟十一号运载火箭
快舟十一号运载火箭是由中国航天科工集团研制的全固体燃料运载火箭，原计划于2016年底至2017年间首飞，但被推迟至2020年。
该火箭采用移动方式发射，对发射场的要求比较低。主要的追求目标是控制成本，每公斤载荷的费用将会控制在1万美元以内。

## 发射历史
2020年7月10日12时17分，中国在酒泉卫星发射中心组织实施快舟十一号运载火箭首次飞行任务。下午1时许，新华社宣布快舟十一號火箭飛行出現異常，發射任務失敗。
2022年12月7日9时15分，快舟十一号遥二运载火箭在酒泉卫星发射中心复飞，将交通VDES试验星顺利送入预定轨道，发射任务成功。
| 飞行次序             | 火箭序号 | 起飞时间（UTC+8）      | 发射工位         | 有效载荷                                                   | 卫星轨道     | 发射结果 |
| -------------------- | -------- | ---------------------- | ---------------- | ---------------------------------------------------------- | ------------ | -------- |
| 1                    | 遥一     | 2020年7月10日 12时17分 | 酒泉卫星发射中心 | 吉林一号高分02E星（哔哩哔哩视频卫星） 微厘空间一号系统S2星 | 太阳同步轨道 | 失败     |
| 2                    | 遥二     | 2022年12月7日 09时15分 | 酒泉卫星发射中心 | 交通VDES试验星                                             | 太阳同步轨道 | 成功     |
| 3                    | 遥四     | 2024年5月21日 12时15分 | 酒泉卫星发射中心 | 武汉一号卫星 超低轨技术试验卫星 天雁22号星 灵鹊三号01星    | 太阳同步轨道 | 成功     |
| \| 成功率：66.67% \| |          |                        |                  |                                                            |              |          |
| 成功率：66.67%       |          |                        |                  |                                                            |              |          |

## 酬載效益比
- 對於國際商業發射市場上，小型的運載火箭發射報價：平均每公斤2.5萬至4萬美元。而快舟11號報價只需1萬美元左右，且能在一週準備時間，即可執行商業發射[8]。
- 2023年7月13日，快舟十一号运载火箭面向市场公开发布剩余运力。[9]